# Bootanomyia guttatipennis
Bootanomyia guttatipennis är en stekelart som först beskrevs av Girault 1937.  Bootanomyia guttatipennis ingår i släktet Bootanomyia och familjen gallglanssteklar. Inga underarter finns listade.